# Hrabstwo Greene (Nowy Jork)
Greene – hrabstwo (ang. county) w stanie  Nowy Jork w USA. Populacja wynosi 48 195 mieszkańców (stan według spisu z 2000 r.).
Powierzchnia hrabstwa wynosi 1705 km². Gęstość zaludnienia wynosi 29 osób/km².

## Miasta
- Ashland
- Athens
- Cairo
- Catskill
- Coxsackie
- Durham
- Greenville
- Halcott
- Hunter
- Jewett
- Lexington
- New Baltimore
- Prattsville
- Windham

## Wioski
- Athens
- Catskill
- Coxsackie
- Hunter
- Tannersville

## CDP
- Cairo
- Greenville
- Jefferson Heights
- Leeds
- Palenville
- Prattsville
- Windham